# Kichuś majstra Lepigliny
Kichuś majstra Lepigliny – utwór dla dzieci napisany przez polską poetkę Janinę Porazińską, wydany w 1924 roku, nazywany niekiedy „Polskim Pinokiem”.

## Zarys treści
Książka opowiada losy chłopca stworzonego przypadkiem z gliny przez garncarza, tytułowego majstra Lepiglinę. Akcja toczy się w historycznym Krakowie (z ok. XVII w.), gdzie gliniany chłopiec – Kichuś – adoptowany przez swego twórcę, przeżywa różne przygody.

## Odbiór
Utwór jest uważany za jeden z popularniejszych utworów Porazińskiej; W latach 1924–1997 tytuł ten miał ok. 16 wydań (wiele, w tym pierwsze, w przedwojennym wydawnictwie Michała Arcta) i przez wiele lat była lekturą szkolną (m.in. dla klas II–IV). Utwór doczekał się przynajmniej pięciu wydań ilustrowanych przez artystów, takich jak Michał Bylina, Maria Orłowska-Gabryś i Jacek Skrzydlewski. Wydanie z 1973 ilustrowane było przez Adama Kiliana, a to z 1974 zawierało fotografie Krakowa i okolic autorstwa Edwarda Hartwiga. Fotografie Hartwiga ilustrują miejsca, gdzie dzieje się akcja powieści, a także ukazują piękno zabytków ceramicznych (zwłaszcza krakelury). Anita Wincencjusz-Patyna pochwalila wykorystanie fotografii do ilustracji książki jako edukacyjne i urzeczywistniające fabułę.
Mimo swej późniejszej popularności, początkowo książka doczekała się krytyki ze strony środowiska konserwatywno-katolickiego (krytyczna recenzja w Miesięczniku Katechetycznym i Wychowawczym), ze względu na motyw fantastyczny, a główny bohater – ulepiony z gliny – został porównany do demona. W okresie PRL-u (ok. 1949) powieść na pewien czas wycofano z obiegu jako niepoprawną ideowo, aczkolwiek już w połowie lat 50. utwór doczekał się wersji teatralnych.
W latach 60. i 70. o książce pozytywnie napisały Teresa Bieńkowska i Zdzisława Vogel („przeczytają [ją] z przyjemnością dzieci 7–8 letnie”). Podobnie w latach 60. książkę chwalił Tymon Terlecki, pisząc, że jest to pozycja „zaznajamiającą w przystępnej dla dzieci formie z obyczajami XVII w.” Pozytywnie książkę oceniono w pozycji wydanej przez Stowarzyszenie Bibliotekarzy Polskich w 1983, opisując ją jako „przygody kukiełki, barwne, pełne humoru i fantastyki” i chwaląc także „malowniczą architekturę i krajobrazy” historycznego Krakowa przedstawionego przez autorkę oraz opis życia jego mieszkańców. Recenzent napisał, że książka, mimo iż wydana po raz pierwszy w 1924, „i dziś zainteresuje małych czytelników (od ok. 6 lat)”.

## Analiza
Utwór uważany jest za inspirowany włoską klasyką dla dzieci – Pinokiem (z początku lat 80. XIX w.) i jest nazywany niekiedy „Polskim Pinokiem”. Sama autorka natomiast opisała inspirację dla utworu – ulokowanie jego fabuły w Krakowie – jako związane z jej patriotyzmem i zainteresowaniem folklorem polskim. Utwór uważa się też za inspirowany folklorem garncarskim.
Jako że przed bohaterem powieści postawione jest moralistyczne zadanie „czynienia dobra”, morał powieści został opisany następująco: „Dziecięcy odbiorca [musi] sprostać życzeniom dorosłych i stać się tak dobrym jak bohater-zabawka”. Kichuś został opisany jako „symbol idei dobroci, miłości i sprawiedliwości”.
Język w utworze jest częściowo archaizowany. Alina Brodzka-Wald napisała, że autorka „posługuje się w sposób celowy artystycznie stylizacją gwarową”. Język utworu jest stosunkowo trudny, niektóre wydania posiadały liczne przypisy, a np. wydanie z 1981 roku, trzystronicowy słowniczek pojęć i wyrazów użytych w utworze, takich jak „farfurowy”, „letniczek” „miesiąc na widku” czy „naczynia gędziebne”, oznaczających, odpowiednio, porcelanowy, letnia sukienka, księżyc w pełni i instrumenty muzyczne.

## Adaptacje
Utwór kilkukrotnie zaadaptowano na potrzeby teatru:
- w 1955 (jako „Kichuś, czyli przygody glinianego cudaczka”), Teatr Lalki i Aktora: reżyseria i adaptacja: Melania Karwatowa[11]
- w 1957, Teatr Dzieci Zagłębia: adaptacja – Melania Karwat, inscenizacja i reżyseria – Jan Dorman albo Tomasz Roch, scenografia – Adam Kilian, muzyka – Franciszek Wasikowski[12][13]
- w 1959, Objazdowy Teatr Lalki i Aktora „Kubuś”[24]
- w 1961, Teatr Lalek Guliwer: adaptacja – Anna Chodorowska i Bohdan Grzymała-Siedlecki, reżyseria – Zenon Chojnowski, scenografia – Mieczysław Antuszewicz, muzyka – Jerzy Dobrzański[25].
- w 1979, Teatr Polskiego Radia: adaptacja – Halina Krzyżanowska, reżyseria – Maria Żabczyńska, realizacja akustyczna – Jerzy Jeżewski[26]